# Franz Lehár-Orchester
Das Franz Lehár-Orchester wurde im Jahr 1945 von Eduard Macku als Wiener Konzertorchester gegründet. Nach einer erfolgreichen Amerika-Tournee wurde dem Orchester von der Familie Lehár der ehrende Titel Franz Lehár-Orchester verliehen.

## Geschichte
Im Jahre 1961 gründete Macku die „Operetten Festspiele Bad Ischl“ – das heutige Lehár Festival Bad Ischl – und machte das Franz Lehár-Orchester zu einem fixen Bestandteil dieses Festivals. Nach dem Tod Mackus übernahm Gabriel Patocs die Leitung des Orchesters in Wien, während in Bad Ischl Walter Erla damit betraut wurde.
Während der Intendanz von Martin C. Turba (2000–2003) und Michael Lakner (2004 bis heute) spielte das Franz Lehár-Orchester in Bad Ischl unter den Dirigenten  Franz Bauer-Theussl, Herbert Mogg, Alfred Eschwé, Wolfgang Bozic, Marius Burkert, Vinzenz Praxmarer und Oliver Ostermann.
Zur Jahreswende 2011/12 engagierte der „Chinesische Kulturverein in Österreich“ den Klangkörper für eine China-Tournee. In weiterer Folge musizierte das Orchester beim Chinesischen Neujahrskonzert 2012 sowie beim Europa-Debüt der chinesischen Sopranistin Ma Yiming. Beide Konzerte fanden im Goldenen Saal des Wiener Musikvereins statt.
Im Jahr 2012 wurde Herbert Prikopa auf das Orchester aufmerksam und engagierte es für den neuen Oscar Straus Gesangswettbewerb in Wien.

## Wirken
Die Pflege und Erhaltung der Wiener Musik und des wienerischen Musiklebens ist die zentrale Aufgabe des Franz Lehár-Orchesters. Neben der Musik seines Namensgebers Franz Lehár bilden die Werke von Joseph Lanner, Johann Strauss, Josef Strauss, Franz von Suppè, Carl Millöcker und Emmerich Kálmán die tragenden Säulen des Repertoires, was sich  in den Programmen der traditionellen Sonntagnachmittagskonzerte im Wiener Konzerthaus und im Ehrbar-Saal in Wien-Wieden widerspiegelt.
Während der Sommermonate ist das Franz Lehár-Orchester als Theaterorchester Bestandteil des Lehár Festival Bad Ischl. Dort entstanden CD-Einspielungen der gezeigten Werke, u. a. Frasquita von Franz Lehár, Fatinitza von Franz von Suppè und Der fidele Bauer von Leo Fall. Die CD-Produktion der Operette Eva unter Wolfgang Bozic erhielt den „Preis der Deutschen Schallplattenkritik 2006“.
Neben seiner Konzerttätigkeit ist das Franz Lehár-Orchester seit Anfang der 1970er Jahre ein fixer Bestandteil der Wiener Ballsaison.